# Salvia lanceolata
Salvia lanceolata là một loài thực vật có hoa trong họ Hoa môi. Loài này được Lam. miêu tả khoa học đầu tiên năm 1791.

## Hình ảnh

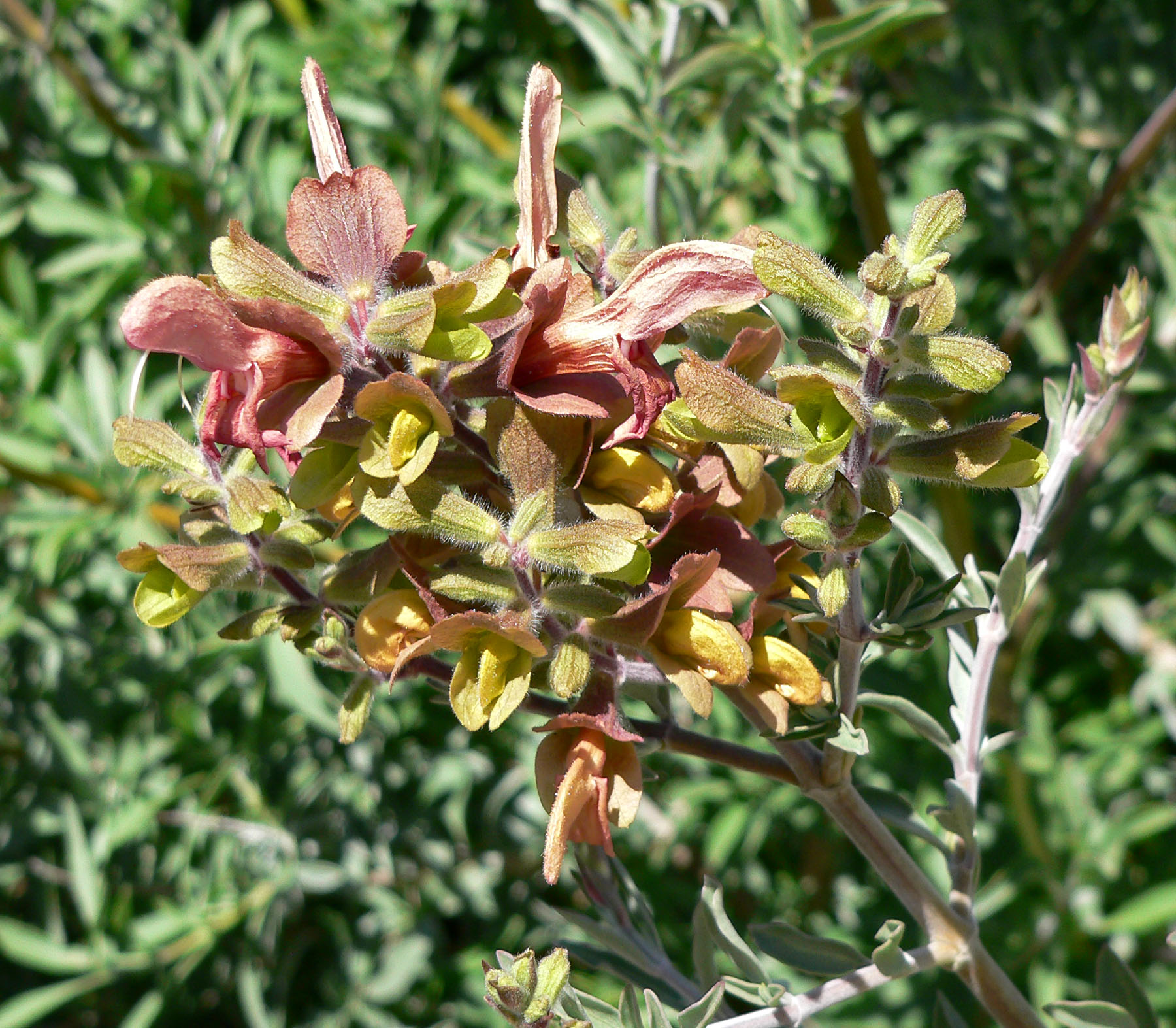
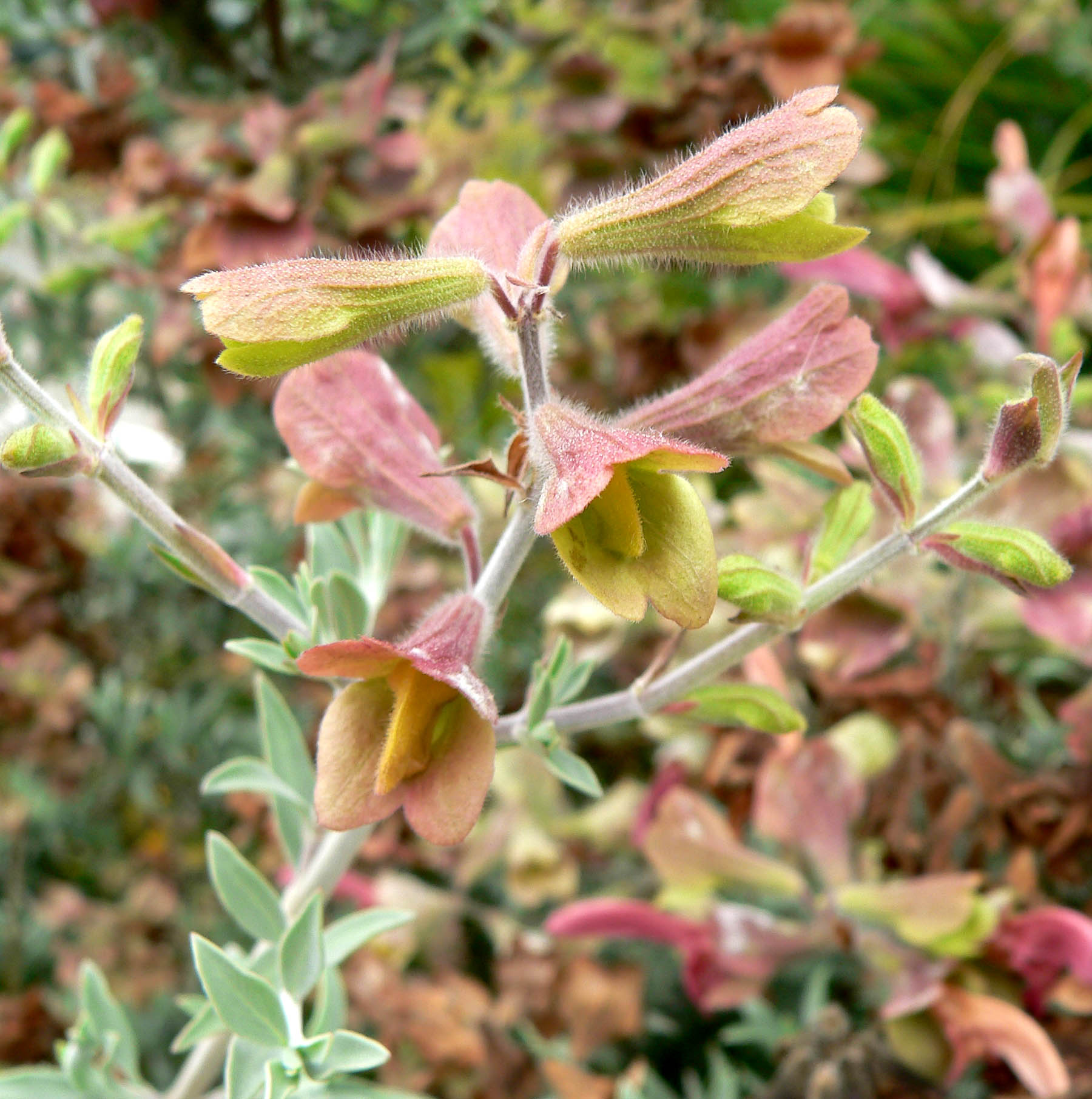
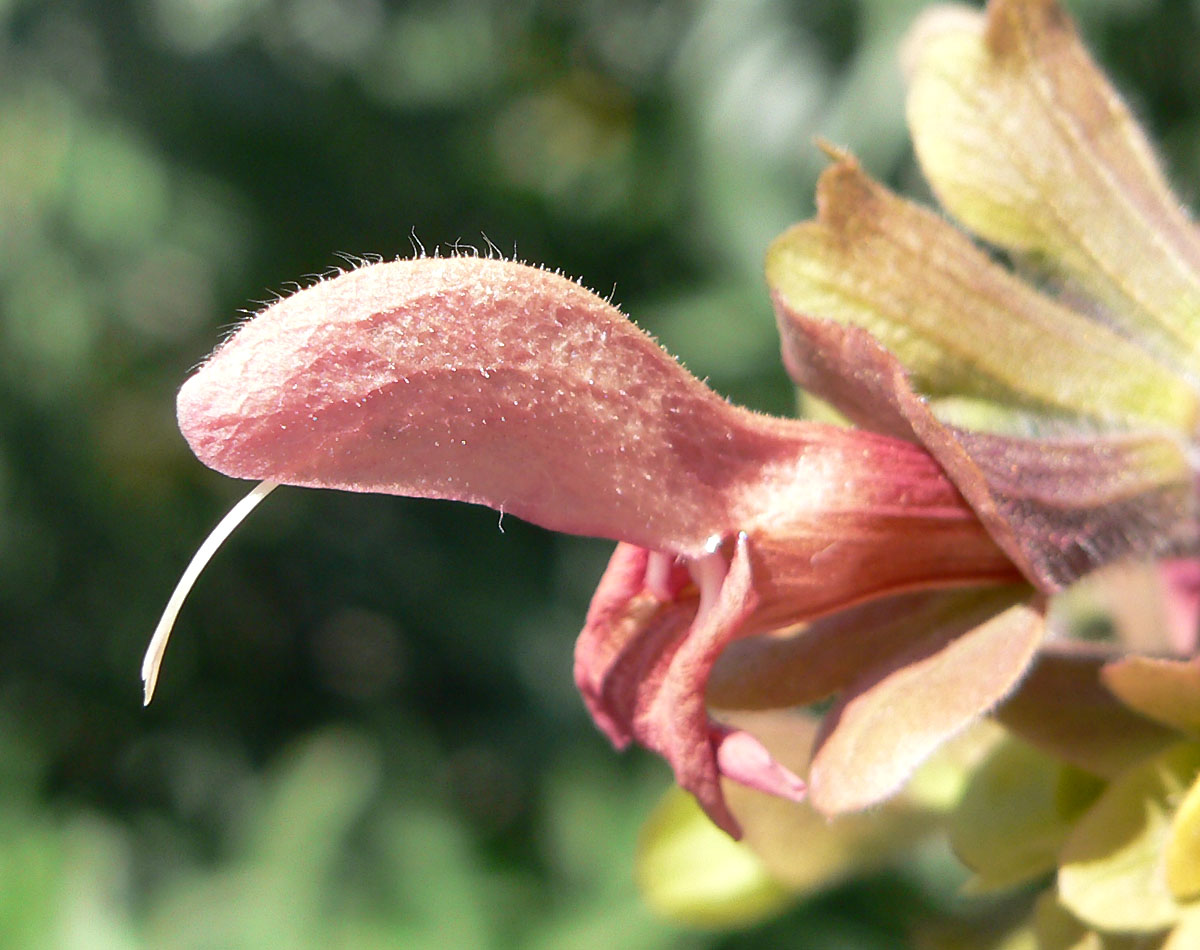